# 1165
1165 (MCLXV) var ett normalår som började en fredag i den julianska kalendern.

## Händelser

### Oktober
- 11 oktober – Grundstenen till Brandenburgs domkyrka läggs.

### December
- 9 december – Vid Malkolm IV:s död efterträds han som kung av Skottland av sin bror Vilhelm I.

### Okänt datum
- Ärkebiskop Stefan utfärdar ett brev, Sveriges äldsta i landet bevarade, skrivna dokument.
- Fredrik Barbarossa låter saligförklara Karl den store och året därpå får Aachen sina stadsrättigheter och blir också en fri Riksstad. Detta är skälet till att staden har en örn i sitt vapen.

## Födda
- 21 augusti – Filip II August, kung av Frankrike 1180–1223
- Johanna av England, drottning av Sicilien och grevinna av Toulouse.

## Avlidna
- 9 december – Malkolm IV, kung av Skottland sedan 1153